# Saint-Gérand-le-Puy
Saint-Gérand-le-Puy település Franciaországban, Allier megyében. Lakosainak száma 956 fő (2022. január 1.). Saint-Gérand-le-Puy Boucé, Cindré, Langy, Magnet, Montaigu-le-Blin, Périgny, Saint-Félix, Sanssat és Servilly községekkel határos.

## Népesség
A település népessége az elmúlt években az alábbi módon változott:
| Lakosok száma | 1143 | 1018 | 1064 | 1001 | 1023 | 1027 | 993  | 969  | 964  | 956  |
|               | 1968 | 1982 | 1990 | 2006 | 2013 | 2015 | 2017 | 2019 | 2020 | 2022 |